# Eucampima griseisigna
Eucampima griseisigna là một loài bướm đêm trong họ Noctuidae.